# Most gotycki na Młynówce w Kłodzku
Most gotycki na Młynówce (niem. Brücktorbrücke, Steinerne Brücke, cz. Kamenný most, Malý Karlův most) – zabytkowy kamienny most nad kanałem Młynówka, w Kłodzku, w województwie dolnośląskim. Most ma cechy budowli gotyckiej i łączy ze sobą Wyspę Piasek i staromiejską część Kłodzka na Fortecznej Górze z rynkiem i twierdzą, stanowiąc w przeszłości część jednej z głównych dróg komunikacyjnych w tej części miasta. Most jest zamknięty dla ruchu kołowego. Pod mostem po stronie wschodniej położony jest plac Miast Partnerskich.

## Historia
Dokładna data ukończenia budowy kamiennego mostu nie jest znana, jego początki datują się na 2. połowę XIV wieku. Most zbudowano na zaprawie z białka jaj kurzych, wapna i piasku. Prawdopodobnie na jego miejscu stał wcześniej drewniany most, służący do przejścia z linii murów miejskich, na zewnątrz miasta, który między 1376 a 1390 został zastąpiony mostem kamiennym łączącym miasto z przedmieściem. W przeszłości na końcach mostu stały bramy: górna i dolna. Górną bramę mostową wybudowano w końcu XIII wieku. Później była wielokrotnie przebudowywana, w końcowym etapie z trzypiętrowej budowli obronnej o czterospadowym dachu, stała się kamienicą mieszkalną. Gotycki most w XVII i XVIII wieku był przebudowywany, dobudowano balustradę, ceglaną nadbudowę filarów. Drugi koniec mostu zamknięty był dolną bramą, którą wzniesiono przed 1469. Obie bramy rozebrano w latach 1903–1904. Na początku XX wieku na moście zamontowano stylowe lampy. Z kolei w 2007 ułożono nowy bruk z kostki granitowej. Ostatnie gruntowne renowacje miały miejsce w latach 2009 i 2013.
Decyzją wojewódzkiego konserwatora zabytków z 25 listopada 1949 most został wpisany do rejestru zabytków. W 2014 most gotycki uzyskał wyróżnienie w kategorii A Utrwalenie wartości zabytkowych pojedynczego obiektu w konkursie Generalnego Konserwatora Zabytków „Zabytek Zadbany 2014” za przeprowadzone prace konserwatorskie, które „utrzymały zabytkowy charakter obiektu, z uwzględnieniem jego faz historycznych, podkreśliły i wydobyły znaczenie mostu jako ważnego elementu zespołu urbanistycznego”.

## Wydarzenia
Na placu położonym po zachodniej stronie mostu gotyckiego (wejście od ul. Daszyńskiego) odbywa się wiele imprez kulturalnych organizowanych przez Kłodzki Ośrodek Kultury i Miasto Kłodzko z udziałem organizacji pozarządowych. 15 sierpnia 2020 odbyła się tu po raz pierwszy w Polsce Kolacja na Biało (fr. Dîner en blanc), kontynuowana w następnych latach.

## Architektura
Most gotycki na Młynówce, kanale odchodzącym od Nysy Kłodzkiej należy do najstarszych budowli tego typu w regionie. Jest jednym z dziewięciu mostów łączących staromiejską najstarszą część miasta Kłodzka, teren dawnego podgrodzia, położony na Wyspie Piasek. Most jest czteroprzęsłową konstrukcją łukową wymurowaną z piaskowcowych ciosanych klińców, ma długość 52,20 m i około 4 metrów szerokości, ograniczony jest masywnymi kamiennymi balustradami, bogato zdobionymi rzeźbami świętych i krucyfiksami. Posiada dwa przyczółki i trzy filary. Dwie skrajne węższe arkady mają kształt ostrołukowy. Najciekawszy jest filar środkowy. Most powyżej cokołu ma sześć żeber, na których spoczywa płaski pomost w kształcie niepełnej gwiazdy, który był specjalnie przygotowywany pod budowę kapliczki, która ostatecznie nie powstała. W dolnych częściach filarów są izbice przeciwlodowe, a w górnych wykusze.
Na filarach mostu stoi sześć kamiennych rzeźb, przedstawiających: Trójcę Świętą i Ukoronowanie NMP, św. Jana Nepomucena – najpopularniejszego świętego w regionie, Ukrzyżowanie, św. Franciszka Ksawerego patrona chroniącego od chorób, Pietę i św. Wacława. Na uwagę zasługują przede wszystkim: Pietà z XVII wieku oraz rzeźba przedstawiająca Chrystusa na krzyżu z postacią Marii Magdaleny u jego stóp. Ze względu na swą architekturę, jeden z najcenniejszych w Polsce, most jest często porównywany do słynnego Mostu Karola w Pradze, od którego jest starszy. Niekiedy – od nazwy ulicy – potocznie nazywany bywa „mostem Wita Stwosza”, lub „mostem św. Jana”, które to nazwy nie mają merytorycznego uzasadnienia.

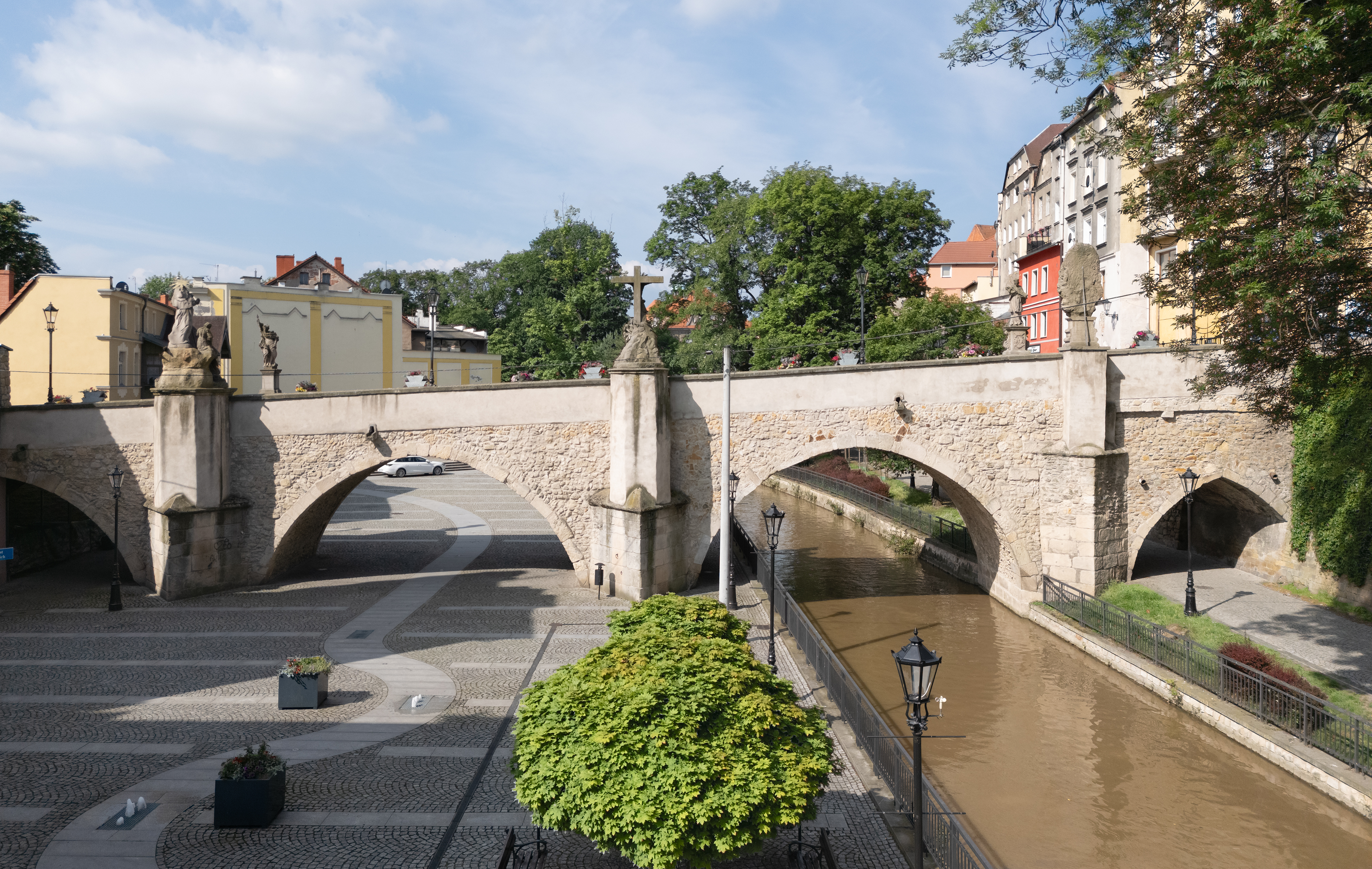
Widok mostu od wschodu
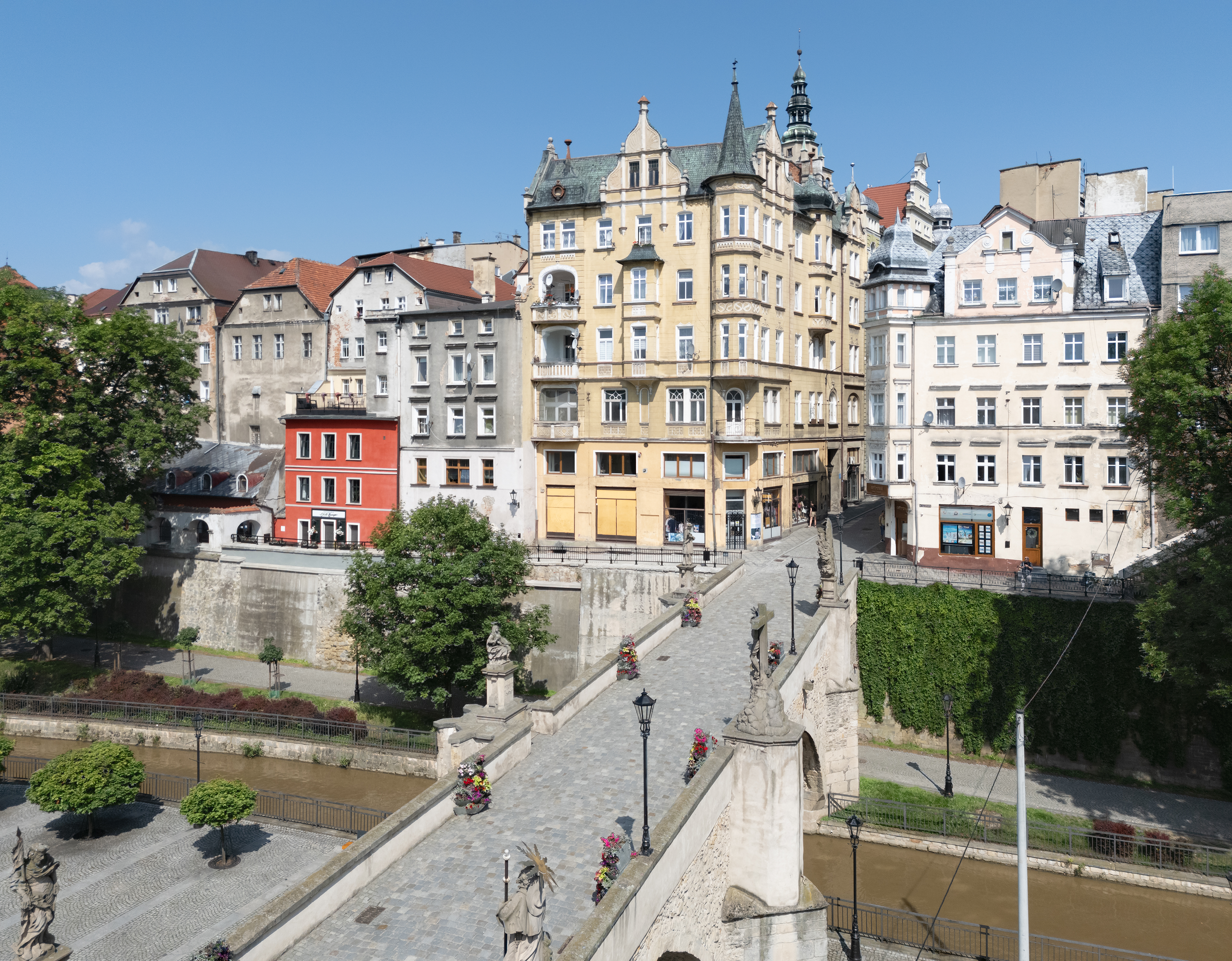
Widok mostu od południa
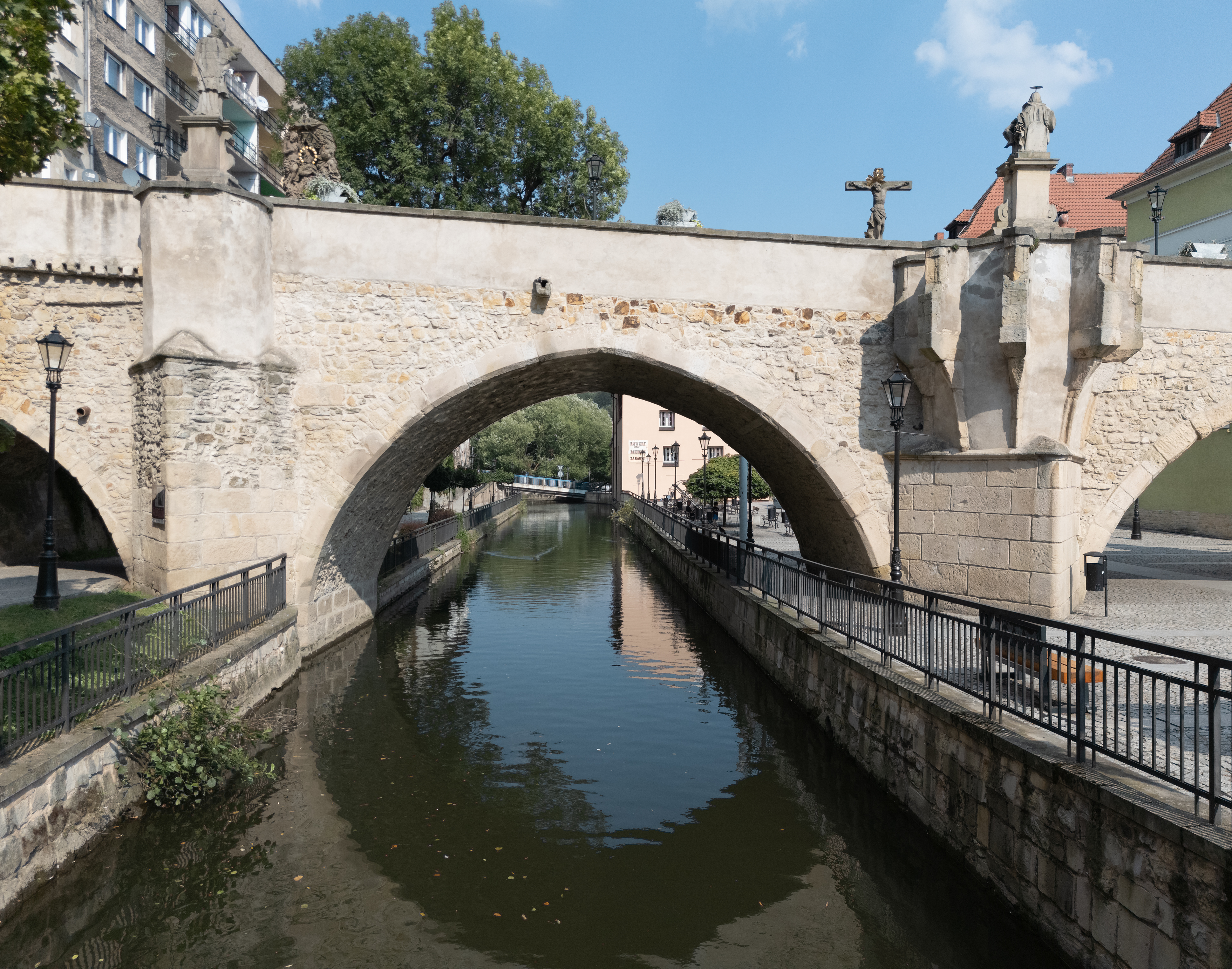
Przęsło
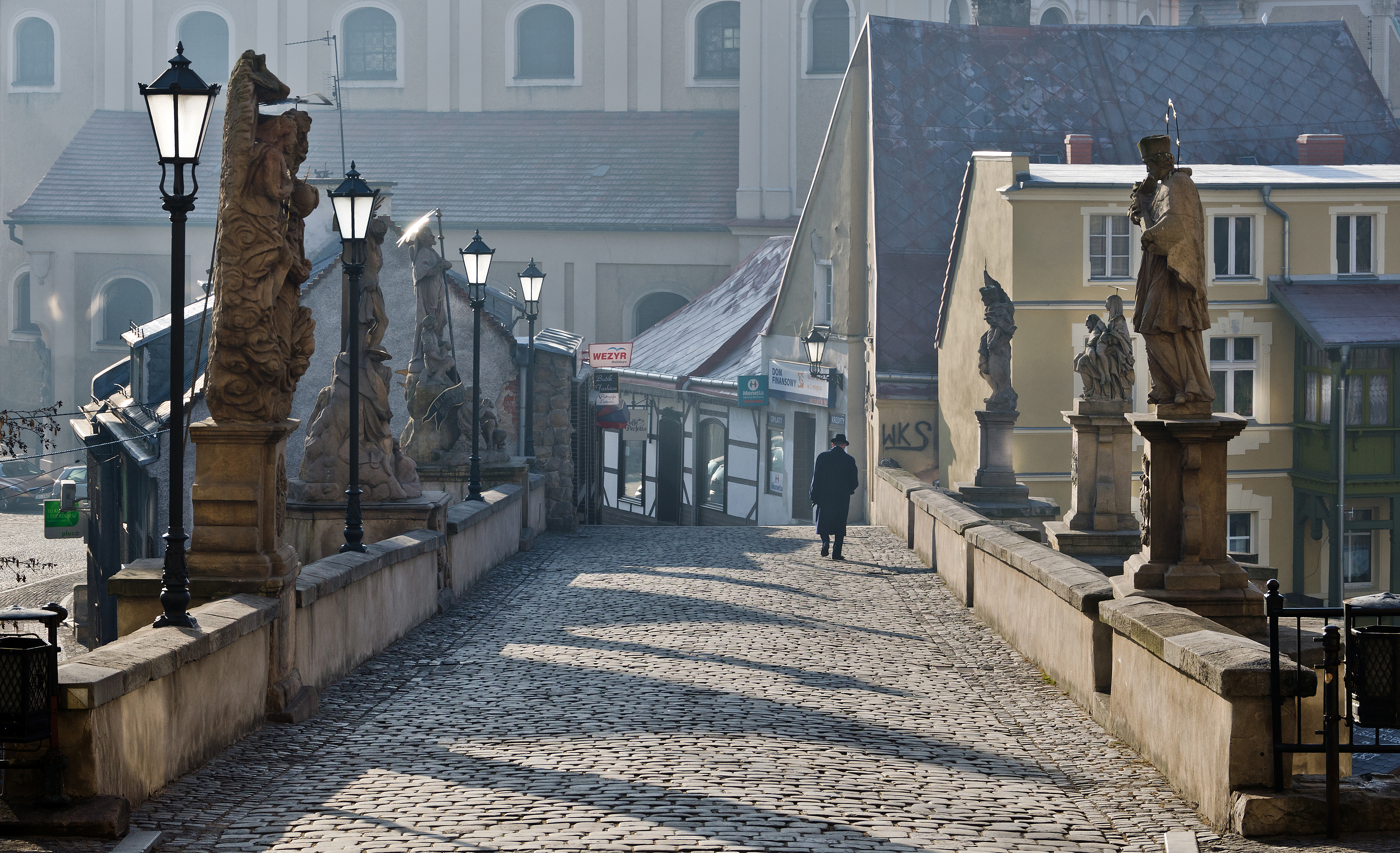
Widok na wyspę Piasek

## Figury na moście
Zdobiące most barokowe figury postawiono w XVIII wieku, jedynie Pietà jest o wiek starsza. Rzeźby te ustawione na balustradach, ufundowali hojni właściciele majątków rycerskich i bogaci mieszczanie kłodzcy.
Po stronie wschodniej mostu (podchodząc od kościoła MB Różańcowej w kierunku ratusza – po prawej), znajdują się następujące rzeźby:
- Św. Franciszek Ksawery – posąg patrona Kłodzka, ufundowany w 1714 przez miasto, jako wotum z powodu zarazy, która według ówczesnych przekazów miała dziennie pochłaniać sto osób. Posąg wykonany był z bardzo słabego, porowatego piaskowca i mimo kilkakrotnych napraw nie wytrzymał próby czasu, dlatego w 1920 został zastąpiony dokładną kopią wykonaną przez Brunona Tschötschla[21][2]. Pod figurą świętego znajdują się postaci trzech chorych i Indianina[22] trzymającego tarczę z herbem Kłodzka. Poniżej świętego, na wzniesieniu znajduje się wstęga z chronogramem, wyjawiająca daty trwania epidemii: 1713–1714:

| Łaciński oryginał:                                                                                  | Tłumaczenie:                                                                       |
| --------------------------------------------------------------------------------------------------- | ---------------------------------------------------------------------------------- |
| DeLeCto • Iterata • In • LVe • Magno • serVatorI • StatVaM • In • LapIDe • ponIt • Vrbs • gLaCensIs | Nawiedzone wielką zarazą miasto Kłodzko postawiło posąg kamienny wybranemu wybawcy |

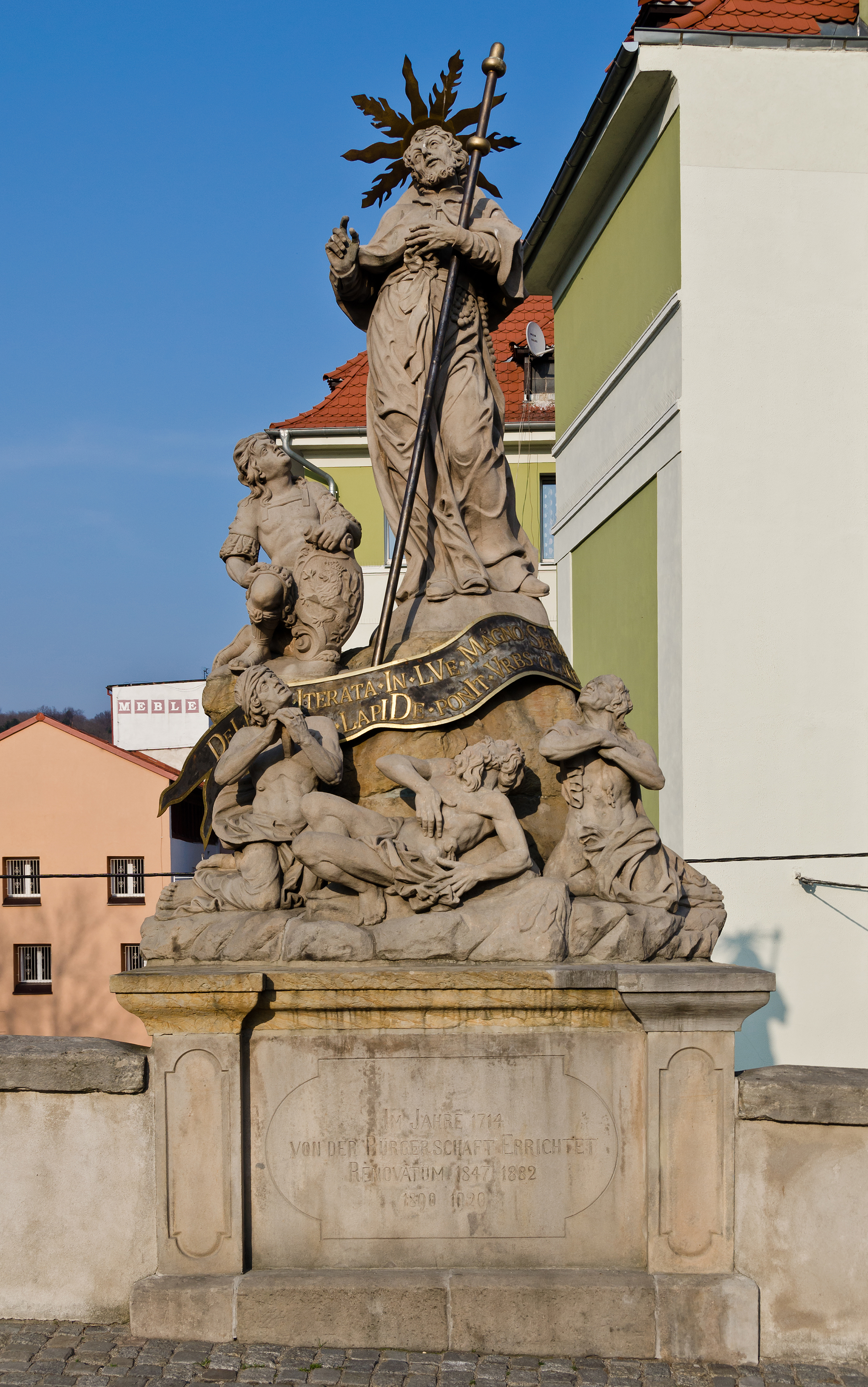
św. Franciszek Ksawery
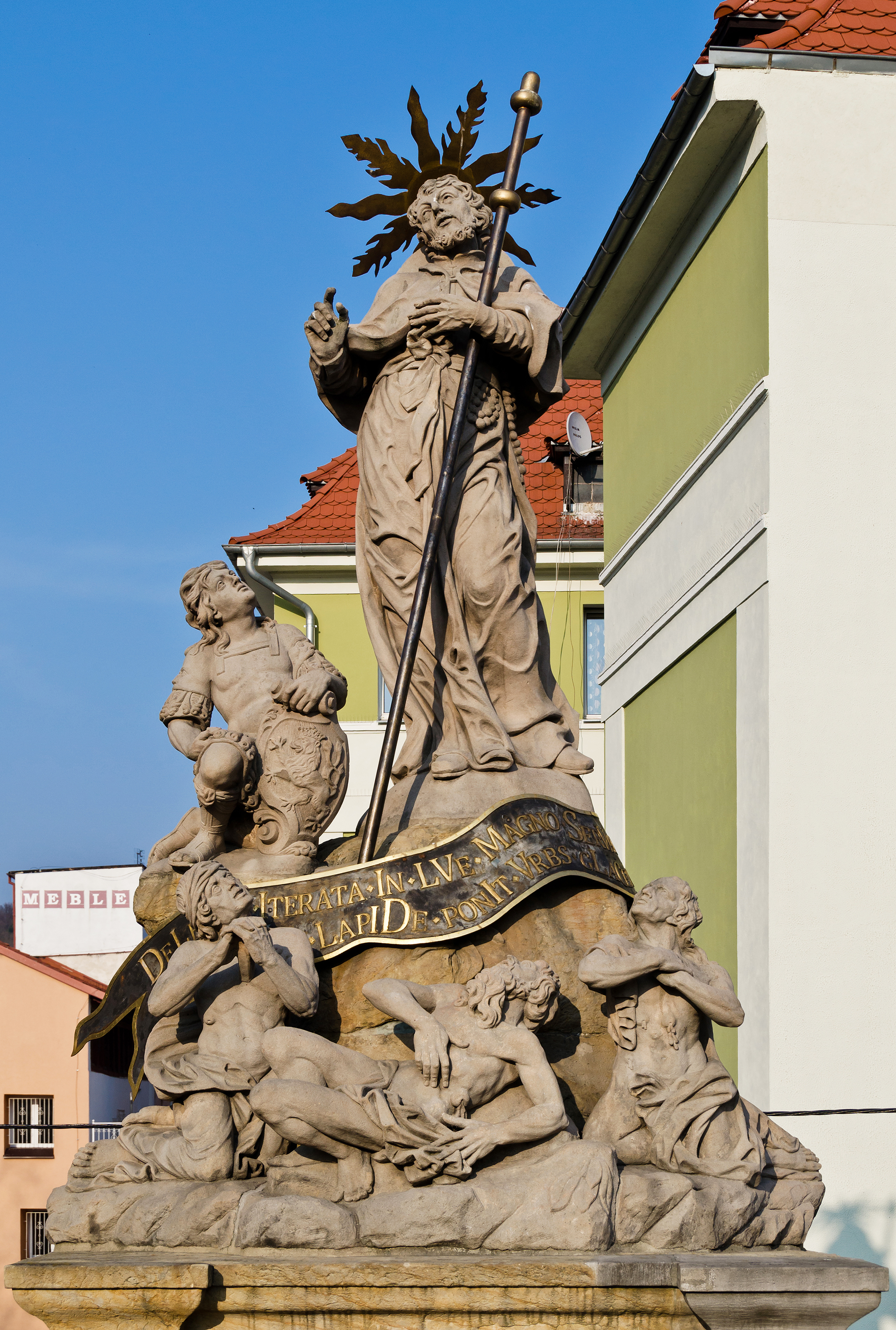
św. Franciszek Ksawery
Herb Kłodzka

- Ukrzyżowanie Chrystusa – grupa dwóch rzeźb przedstawiających ukrzyżowanego Jezusa Chrystusa oraz stojącą pod krzyżem św. Marię Magdalenę, trzymającą mocno zatarty kielich, słynnego św. Graala[23]. Początkowo w tym miejscu stał drewniany krzyż. Na jego miejscu 5 października 1734 ustawiono posąg kamienny, wykonany prawdopodobnie na zlecenie i koszt hrabiego Johanna Hieronymusa von Herbersteina lub jego żony. U spodu znajduje się herb fundatora wraz z datą: MDCCXXXIV, a poniżej bardzo zatarty i nieczytelny już napis w języku niemieckim[24]:

| Oryginał:                                                                            | Tłumaczenie:                                                        |
| ------------------------------------------------------------------------------------ | ------------------------------------------------------------------- |
| Anno 1281 ist die Brücke gebautet, anno 1701 den 22 August ist selbe erneuert worden | W roku 1281 most ten zbudowano, w roku 1701, 22 sierpnia, odnowiono |

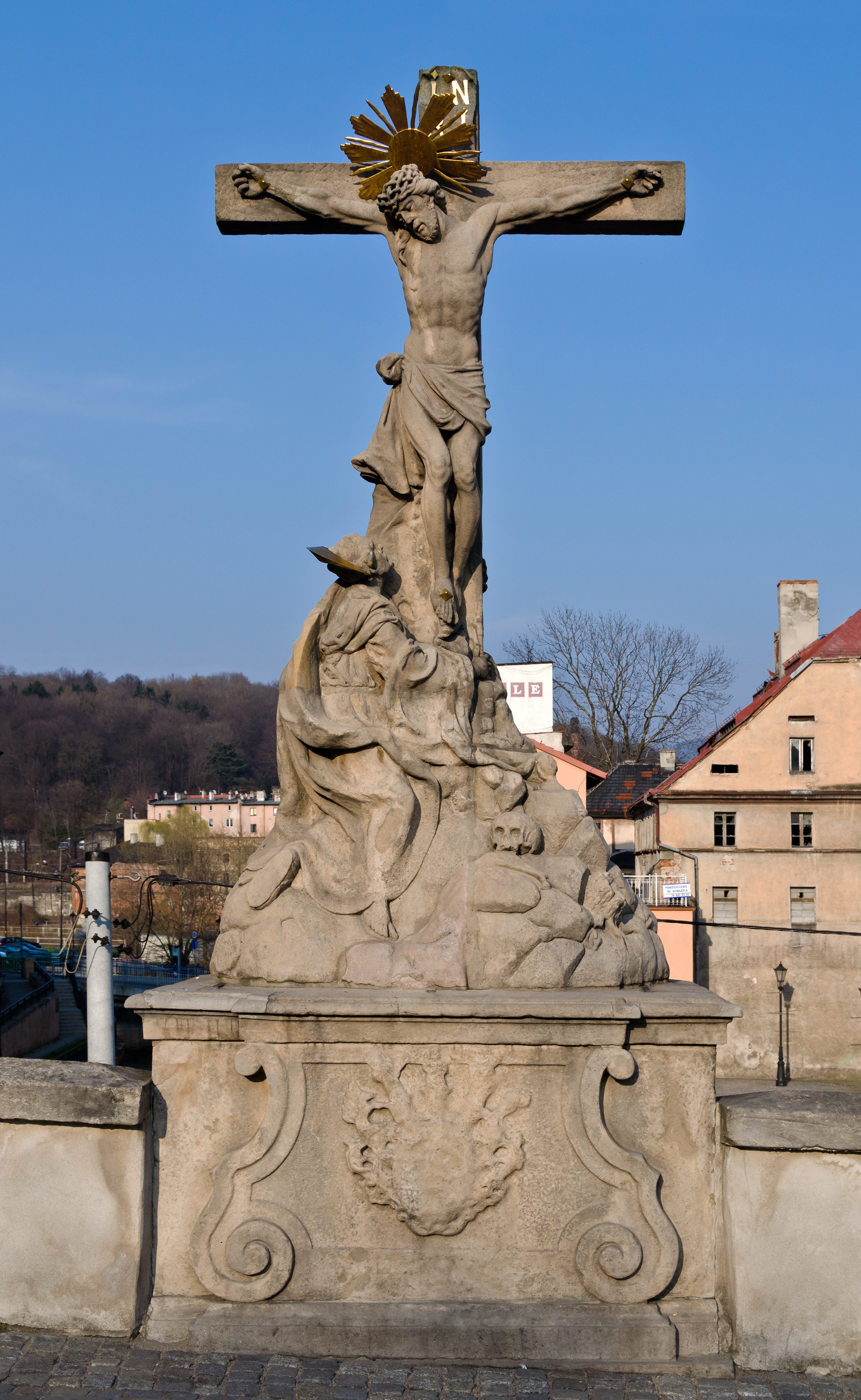
Ukrzyżowanie
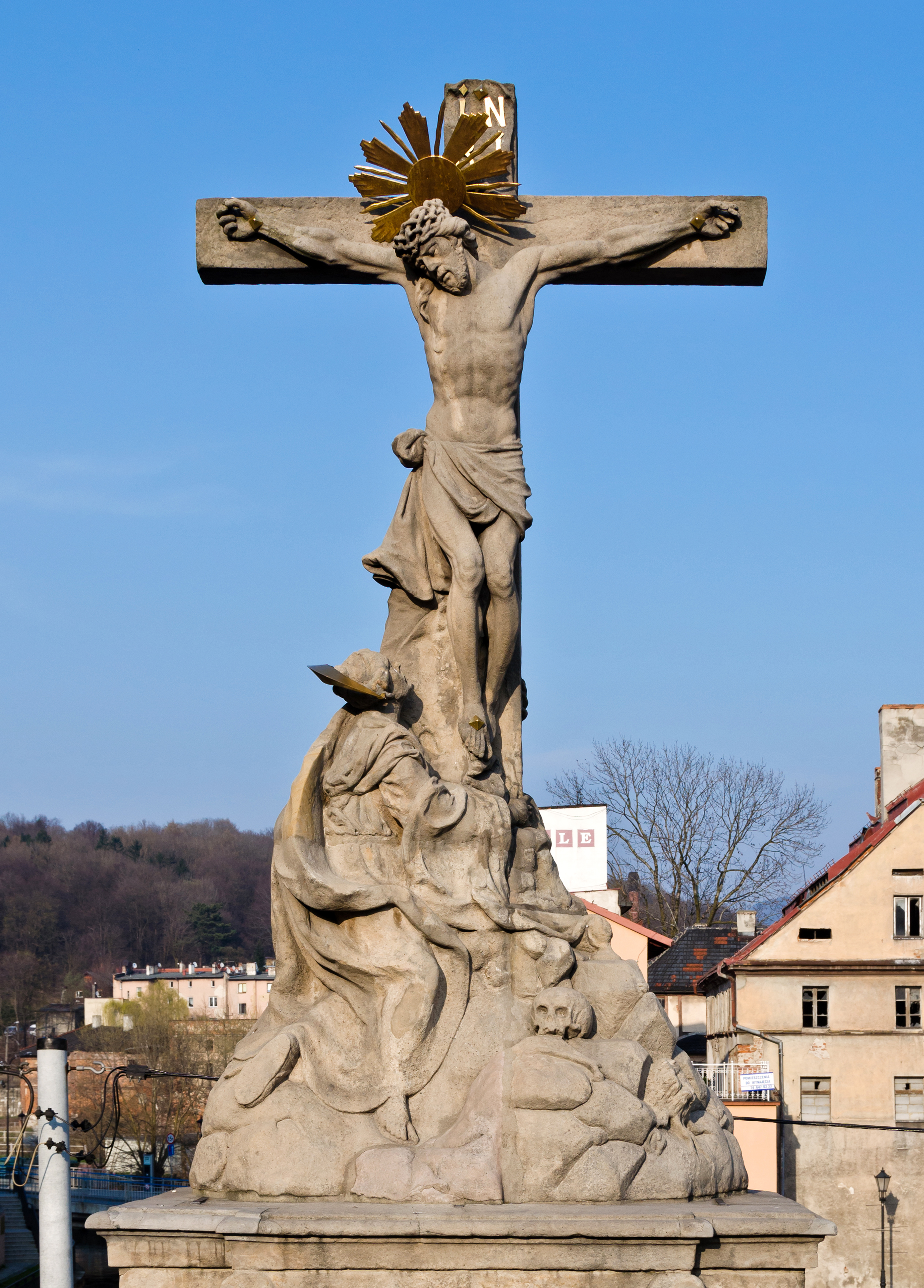
Ukrzyżowanie
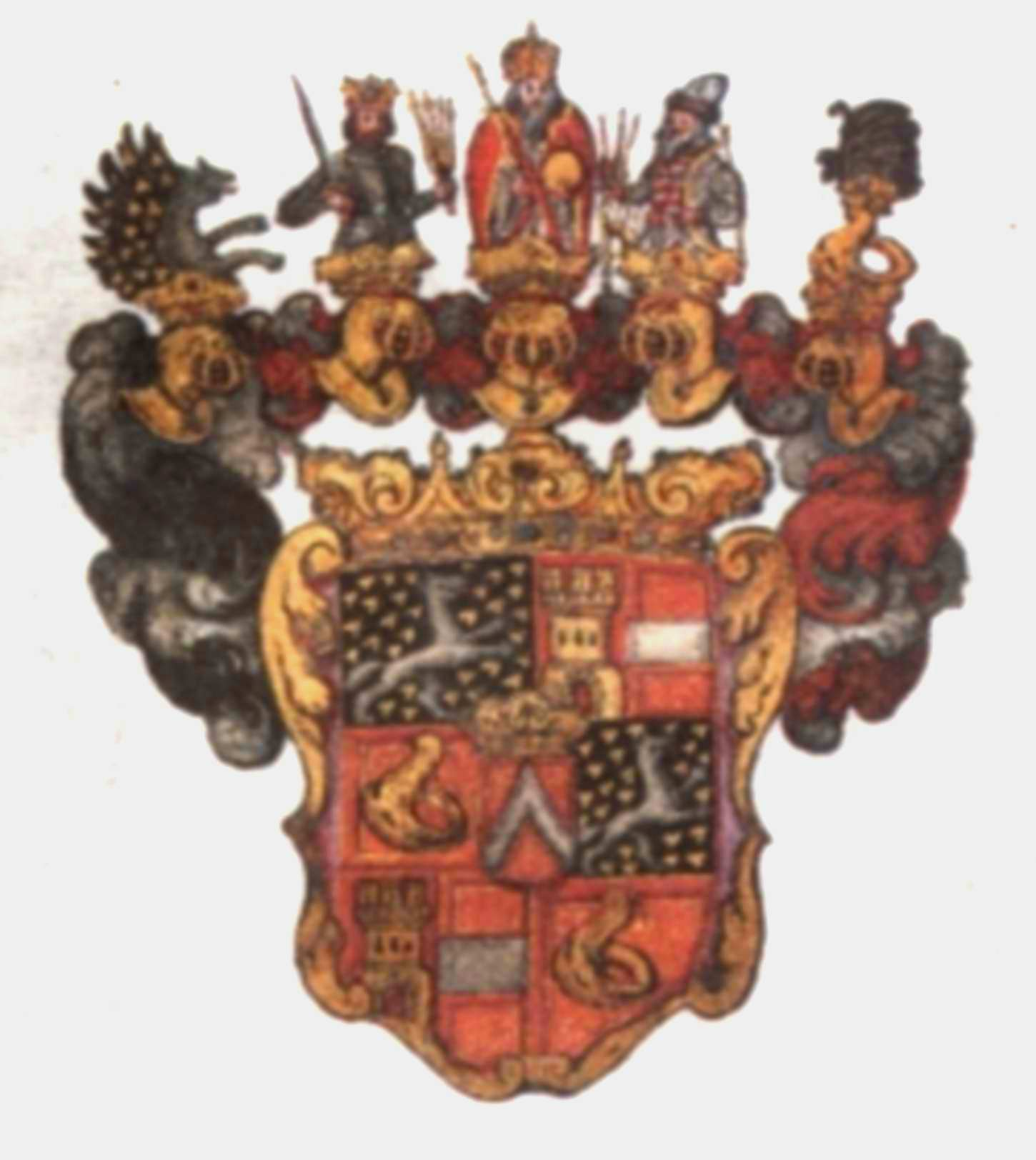
Herb von Herberstein

- Grupa Trójca Święta Koronująca Marię – pompatyczna, późnobarokowa rzeźba zawierająca wiele drobnych detali, która wydaje się być za duża w stosunku do postumentu, na którym się znajduje. Została ufundowana w 1714 r. przez barona Franza Ferdinanda von Fitschena, ówczesnego właściciela Gorzuchowa i wiązała się z tragedią rodzinną, niegodziwym czynem, którego dopuścił się ojciec fundatora[13]. Na cokole znajduje się herb fundatora[25].

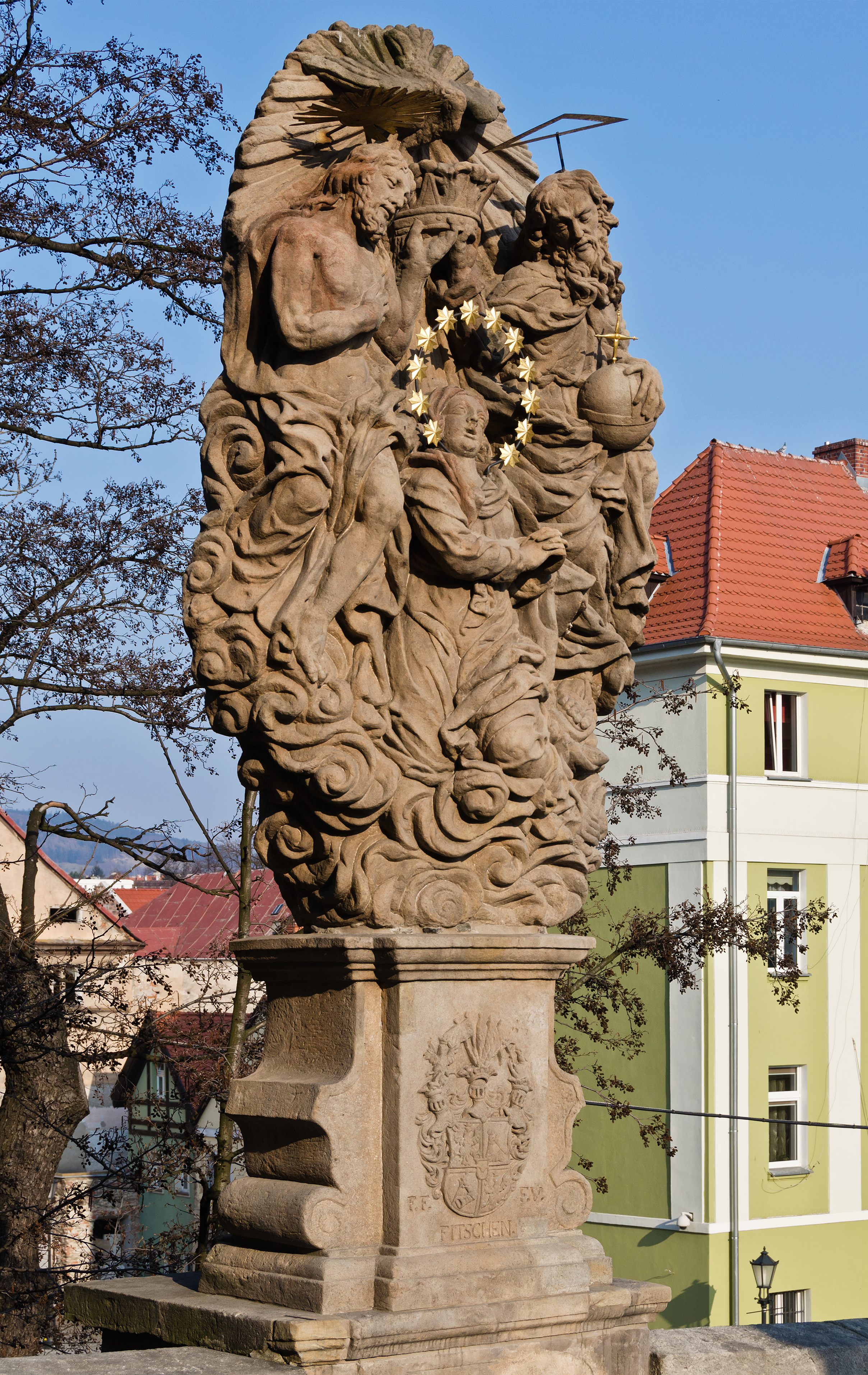
Grupa koronacji
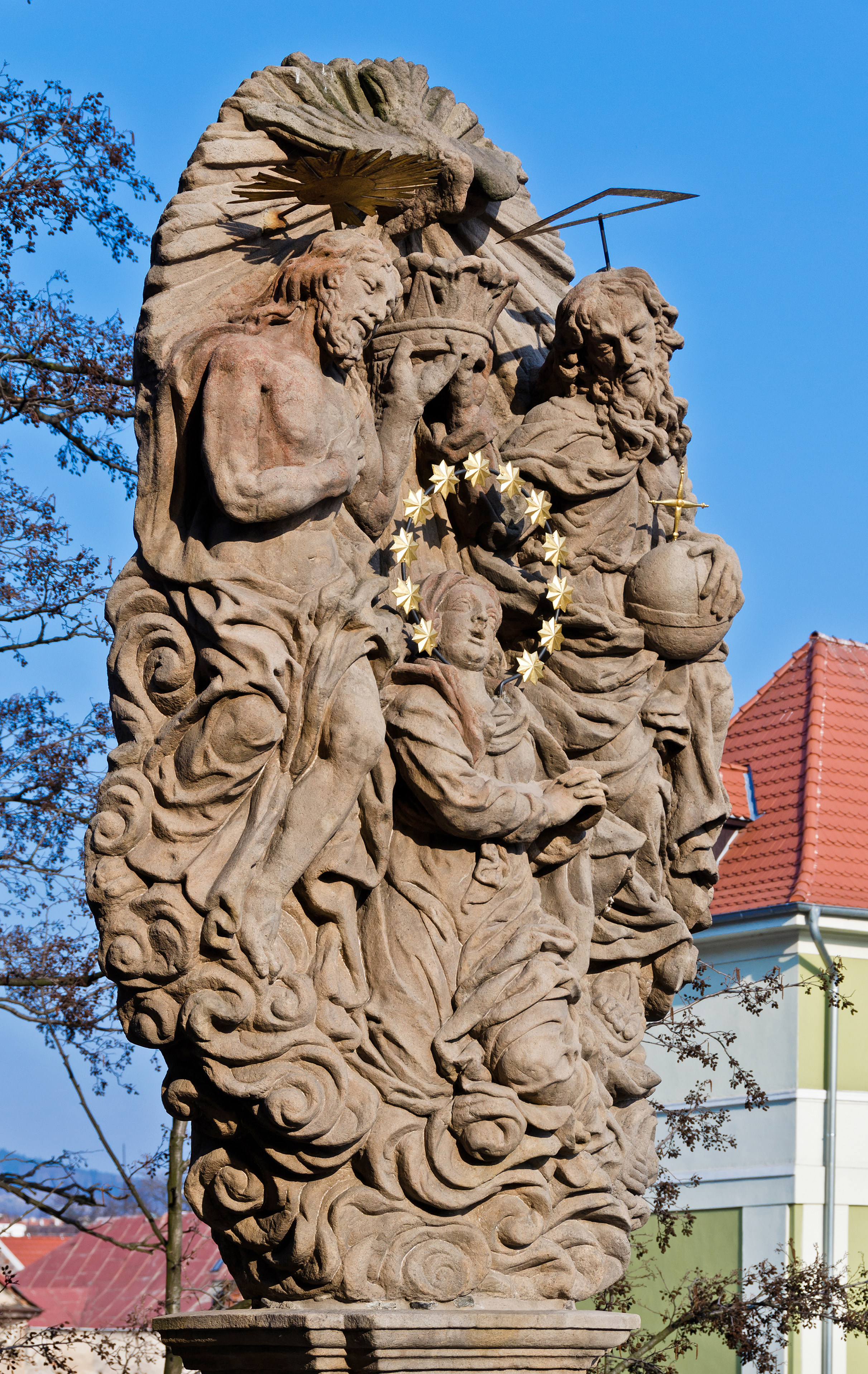
Grupa koronacji
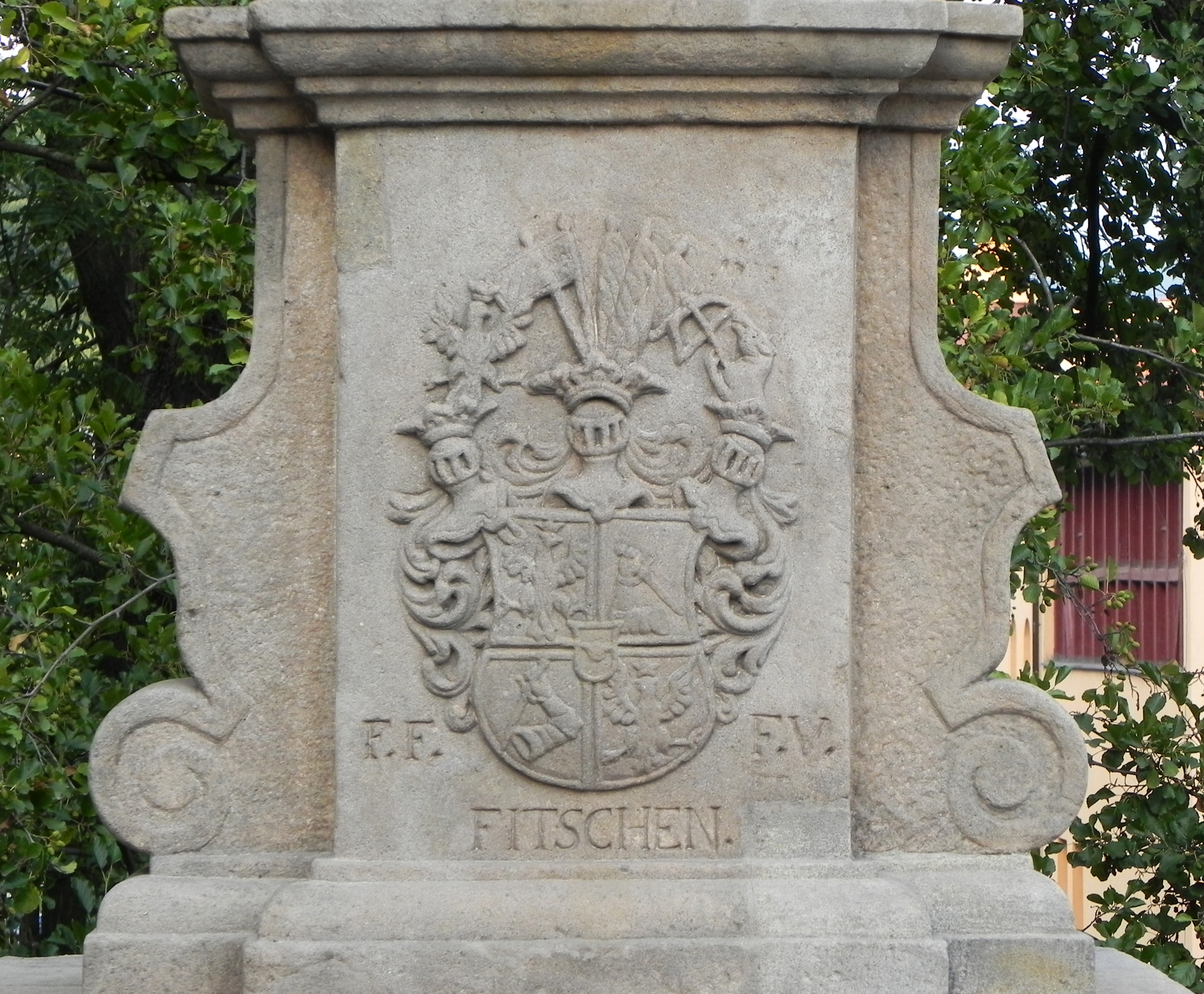
Herb von Fitschen
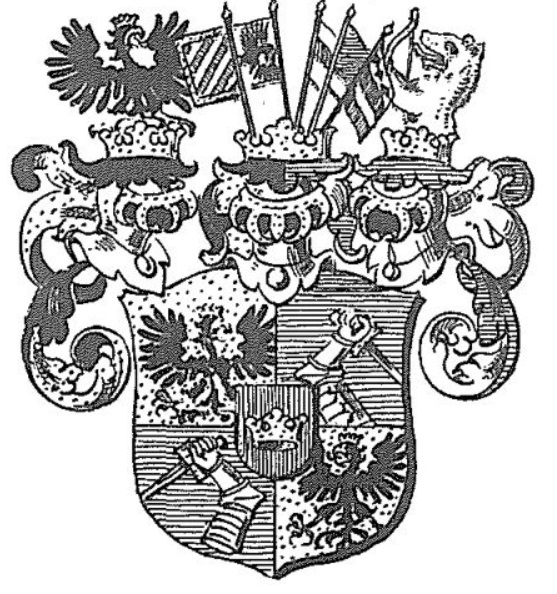
Herb von Fitschen
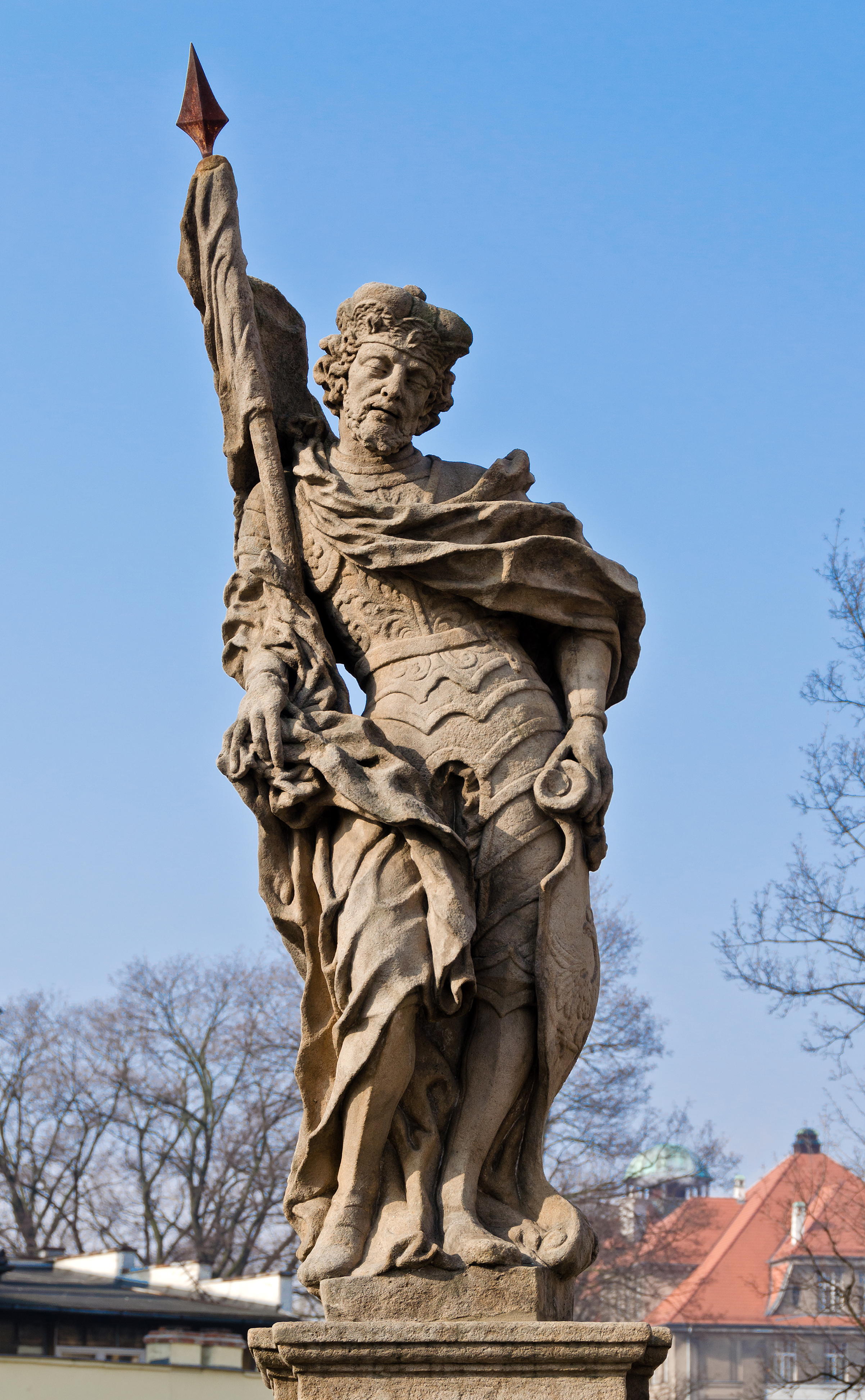
św. Wacław ↓

Po stronie zachodniej (podchodząc od kościoła MB Różańcowej w kierunku ratusza – po lewej) są figury:
- Św. Wacław – figura przedstawia czeskiego księcia z dynastii Przemyślidów w zbroi z chorągwią w ręce[26].
- Pietà – figura przedstawiająca Matkę Boską Bolesną z ciałem Chrystusa. Początkowo miejsce to przeznaczone było pod budowę kaplicy mostowej, jednak w związku z tym, że do jej budowy nigdy nie doszło, ustawiono w tym miejscu rzeźbę jako prowizorium, które przetrwało do dziś. Fundatorami tej najstarszej rzeźby byli: hrabia Johann Georg von Götzen, starosta kłodzki i jego żona Maria Elżbieta. U spodu pomnika znajdują się herby ich obojga oraz napis: J. G. Graf von Götzen, Landeshauptmann zu Glatz. M.E. Gräfin von Götzen geb. Gräfin von Hoditz. 1655 (w oryginale I.G. Graff vn Gotzen Landeshauptman zu Glatz. M.E. Gravin v. Gotzen G. Gravin v. Hodiz). Reszta napisu jest zatarta. Sama forma figury jest bardzo interesująca, bowiem chociaż rzeźba pochodzi z okresu dojrzałego baroku, ma w sobie cechy hieratycznej średniowiecznej surowości. W stosunku do pozostałych posągów jest nieco za mała, co jest bardzo widoczne, tym bardziej że stoi na wyjątkowo obszernym filarze. W związku z tym istnieje hipoteza, że pierwotnie została wykonana w innym celu i dla innego miejsca[24].

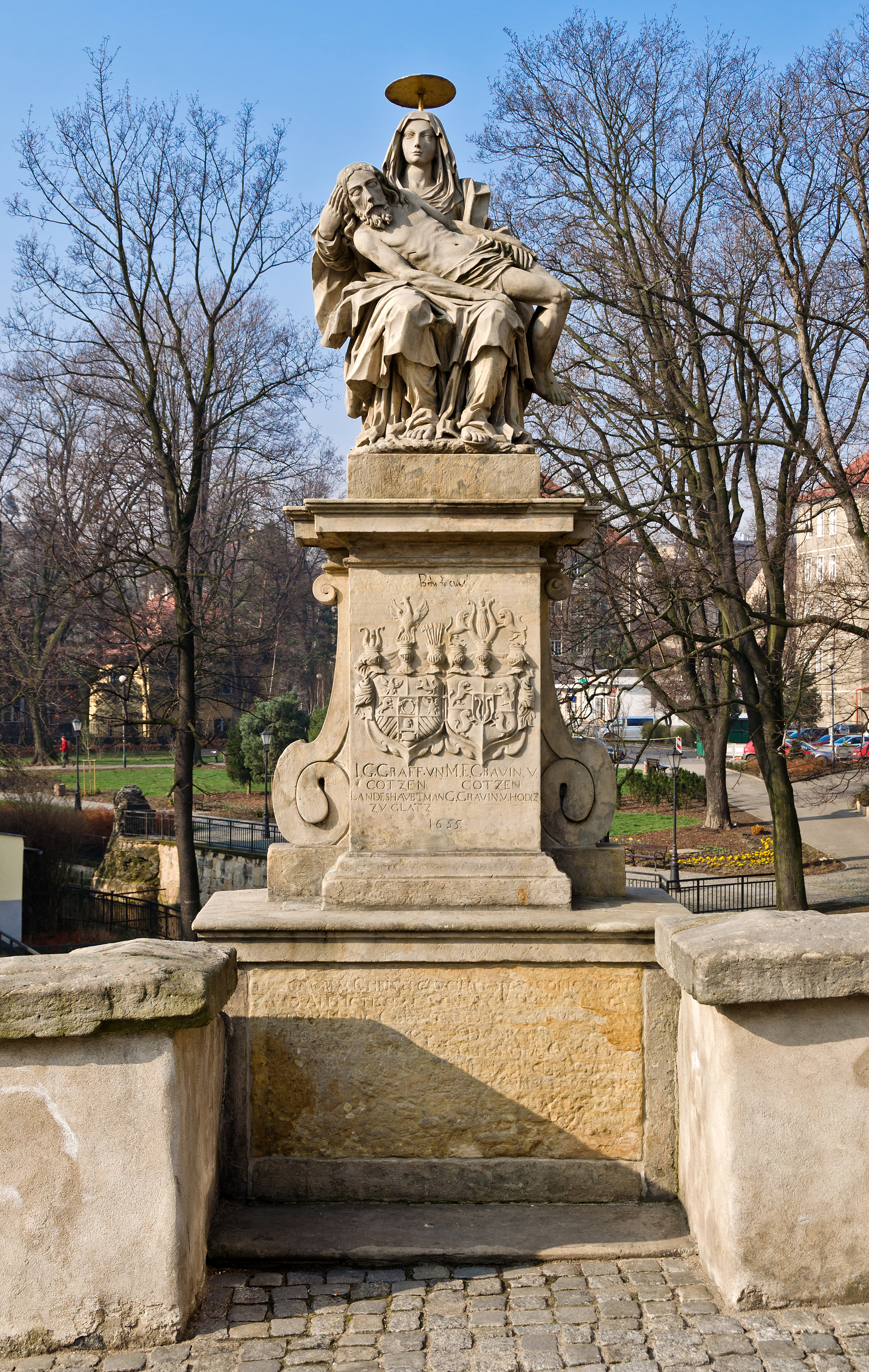
Pietà
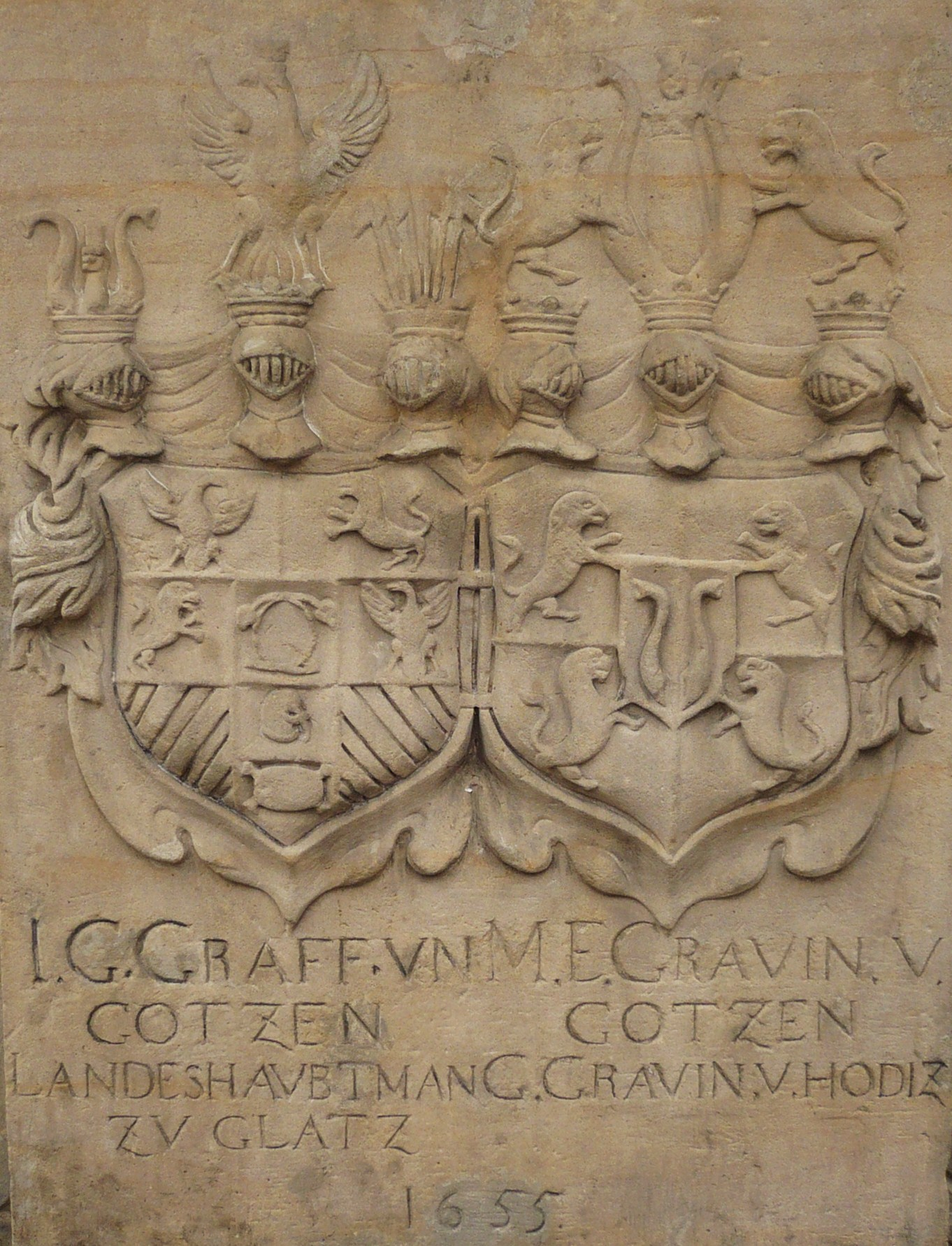
Herby: Götzen, Hoditz
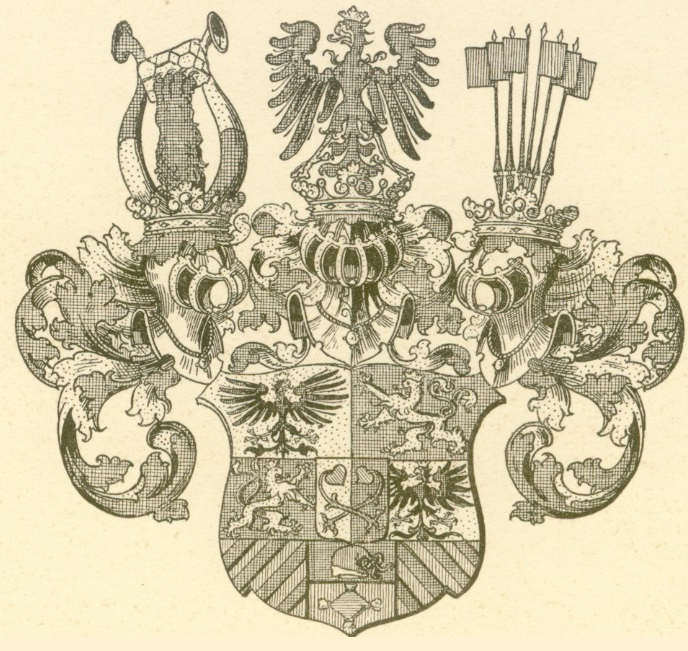
Herb Götzen (L)
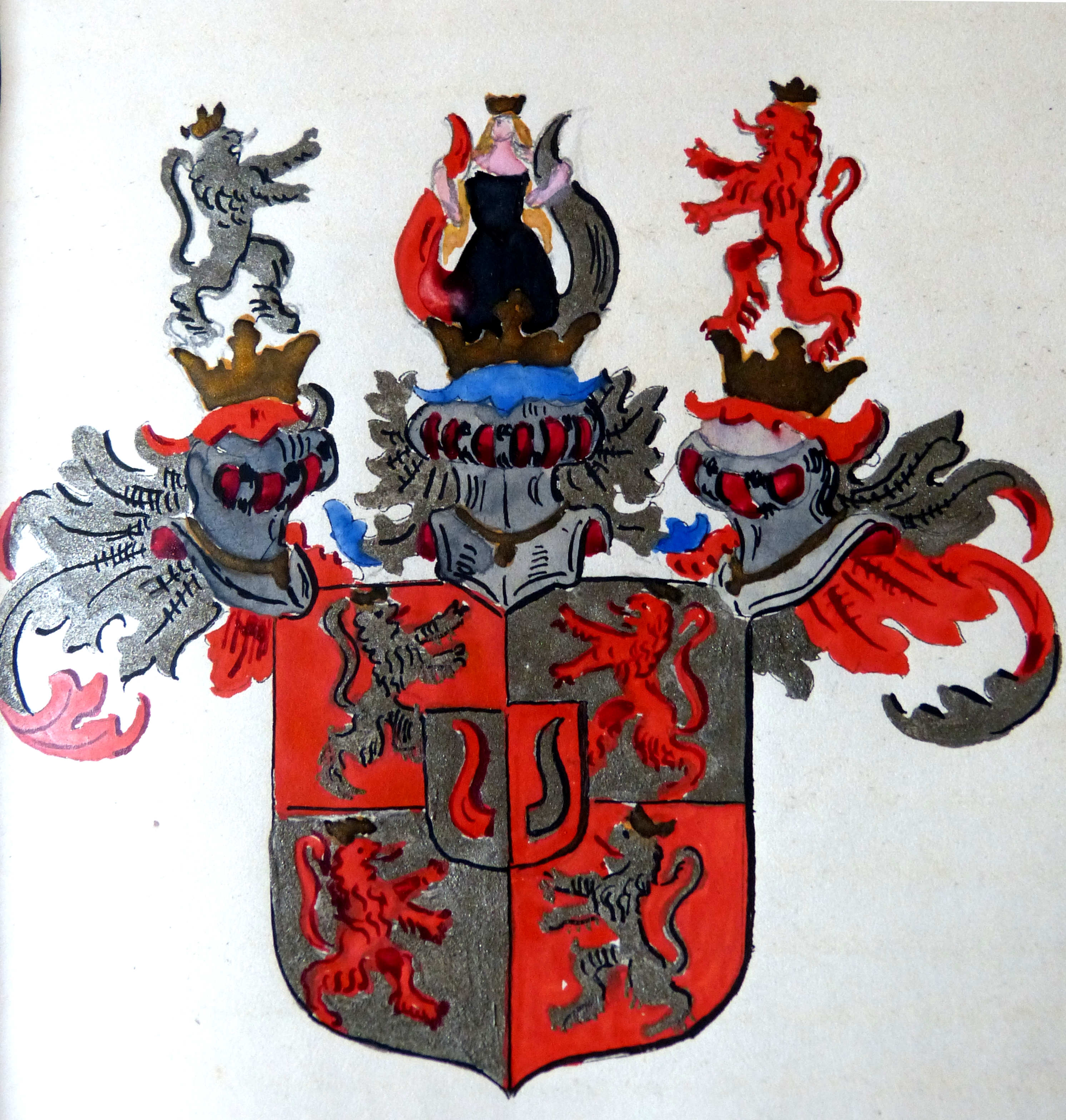
Herb Hoditz (P)

- św. Jan Nepomucen – fundatorem tej statui był hrabia Johann Ernst von Götzen (1667–1707), syn Johanna Georga. Na postumencie znajdują się herby fundatora (P) oraz jego małżonki, Franciszki z rodu książąt Liechtensteinów-Kastelkornów z Telcza (L). Jest to rzeźba konwencjonalna, bez większej wartości artystycznej, przypominająca swoją formą setki podobnych figur świętego powstałych w epoce baroku na Śląsku i w Czechach[27].

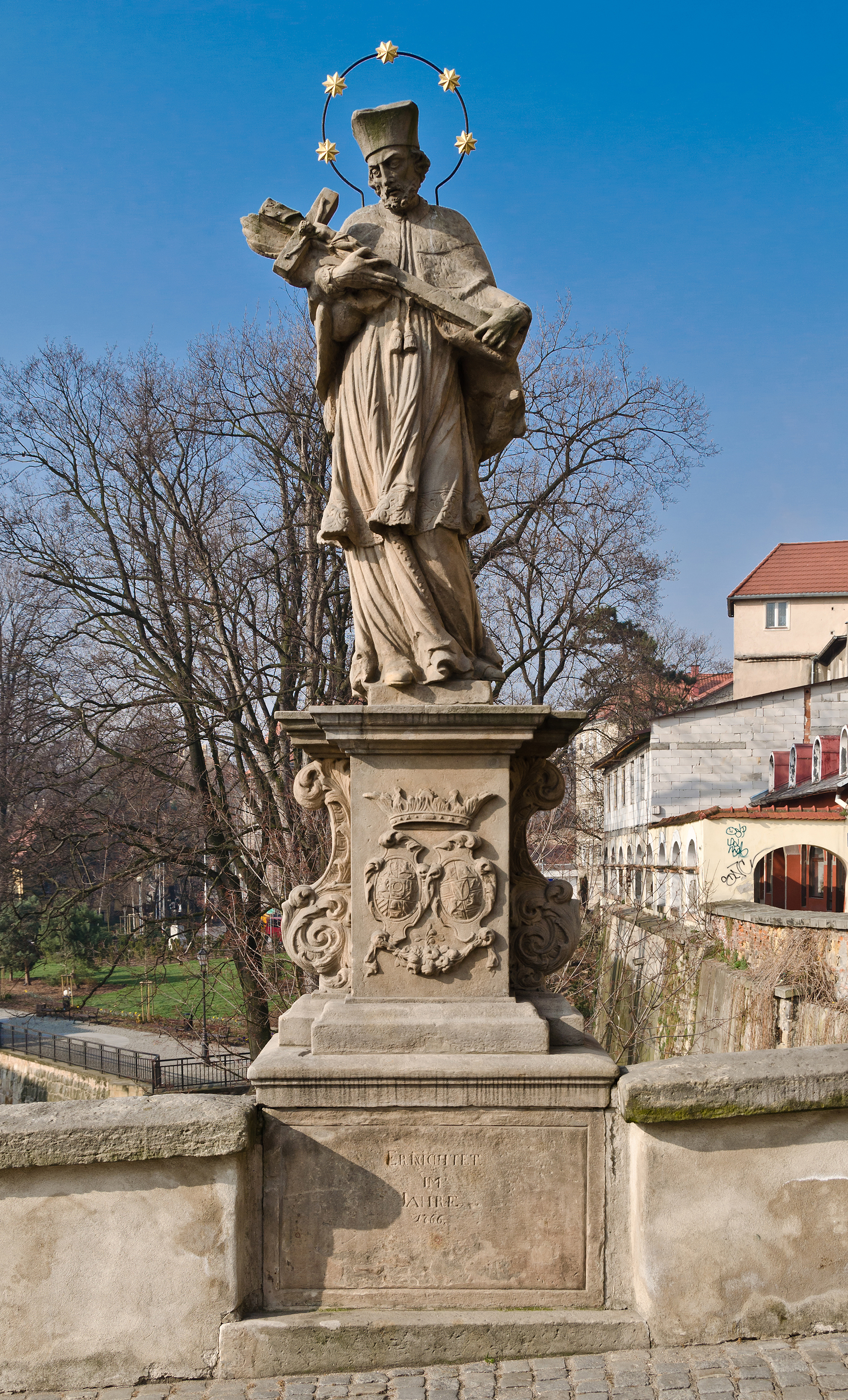
św. Jan Nepomucen
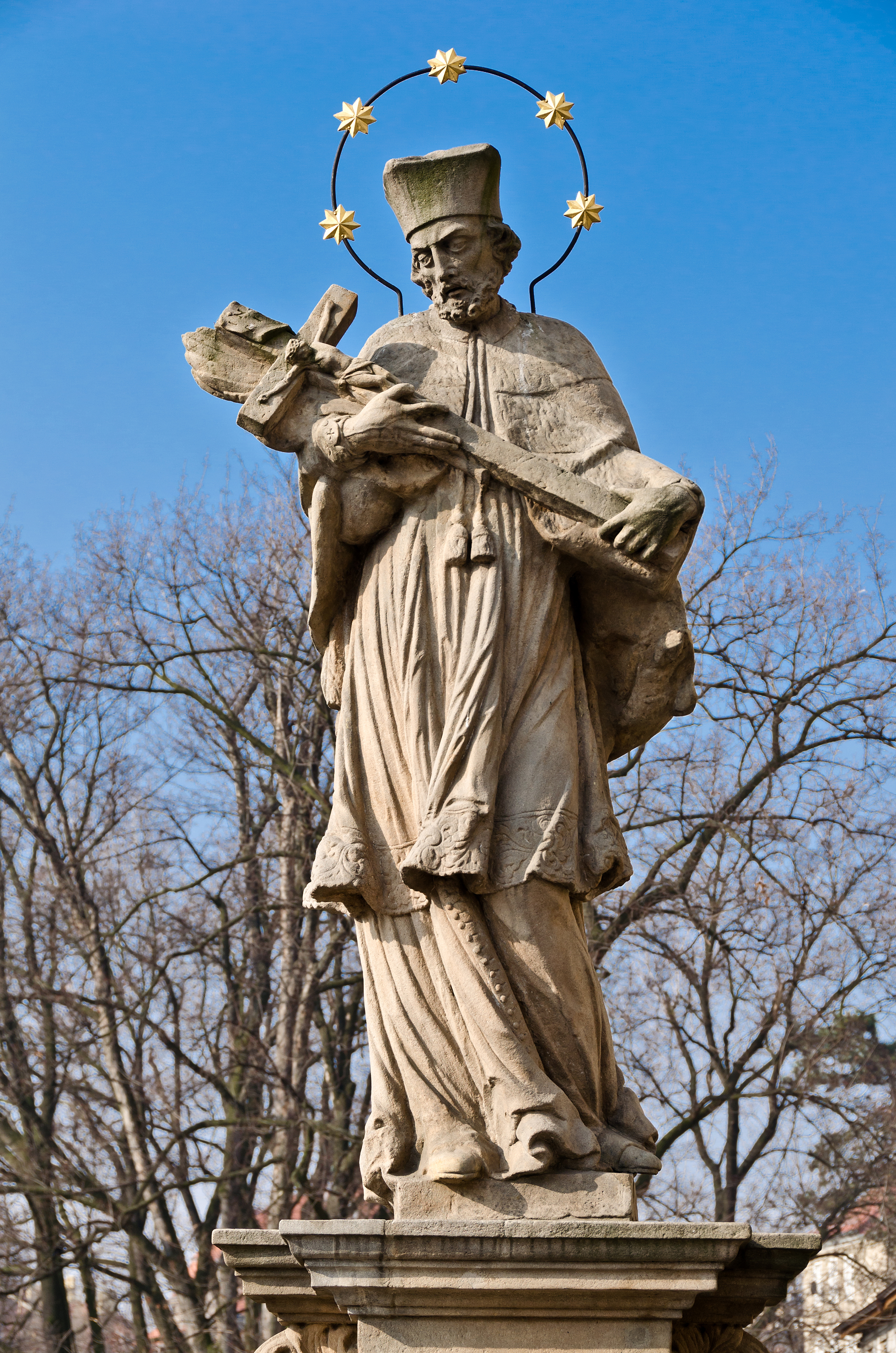
św. Jan Nepomucen
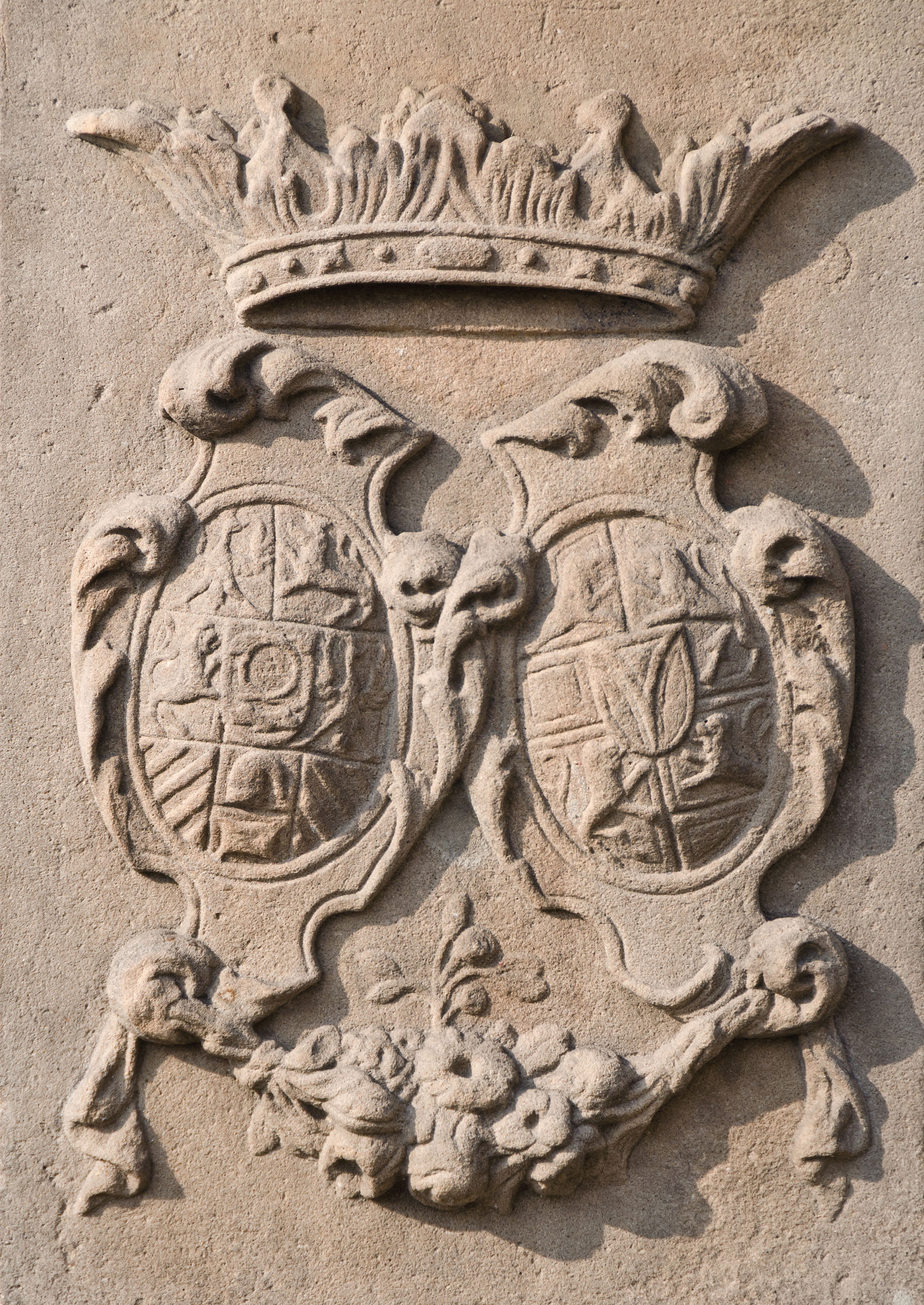
Herby Götzen, Liechtenstein
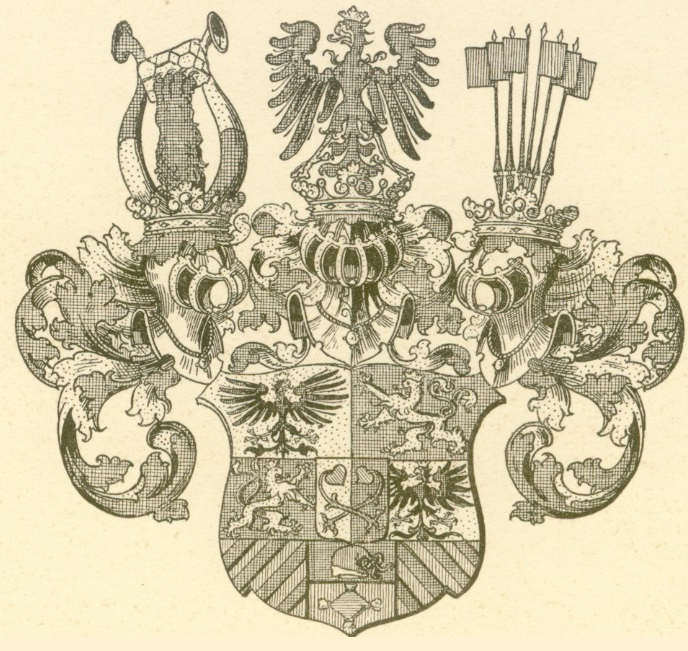
Herb Götzen (L)
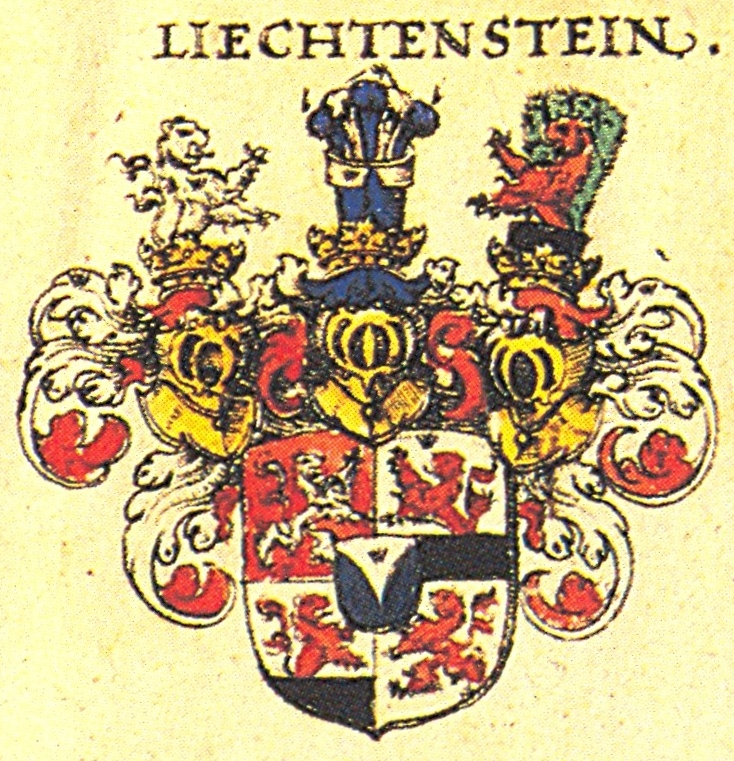
Herb Liechtenstein (P)

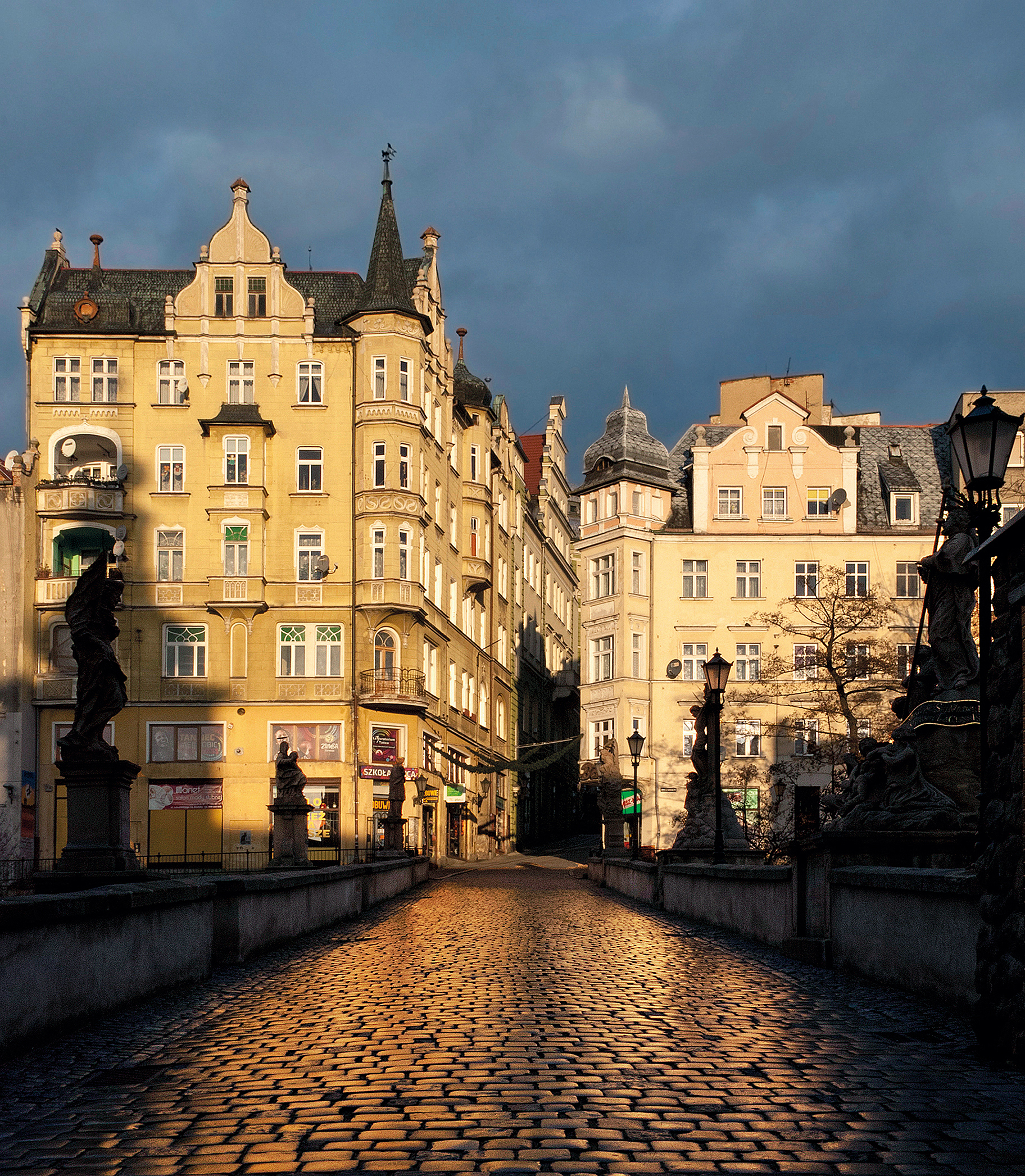
Widok na Stare Miasto
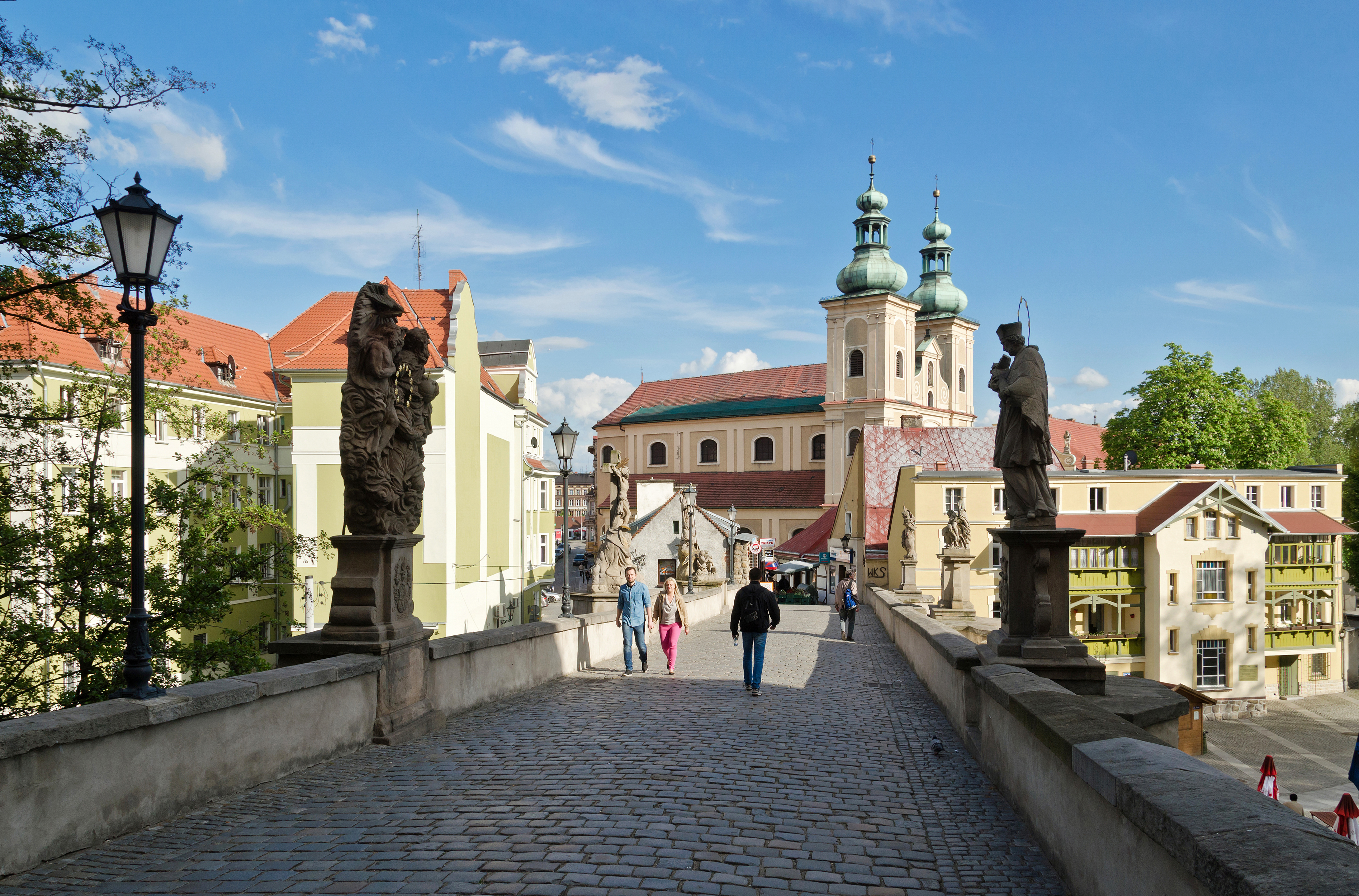
Widok na Wyspę Piasek
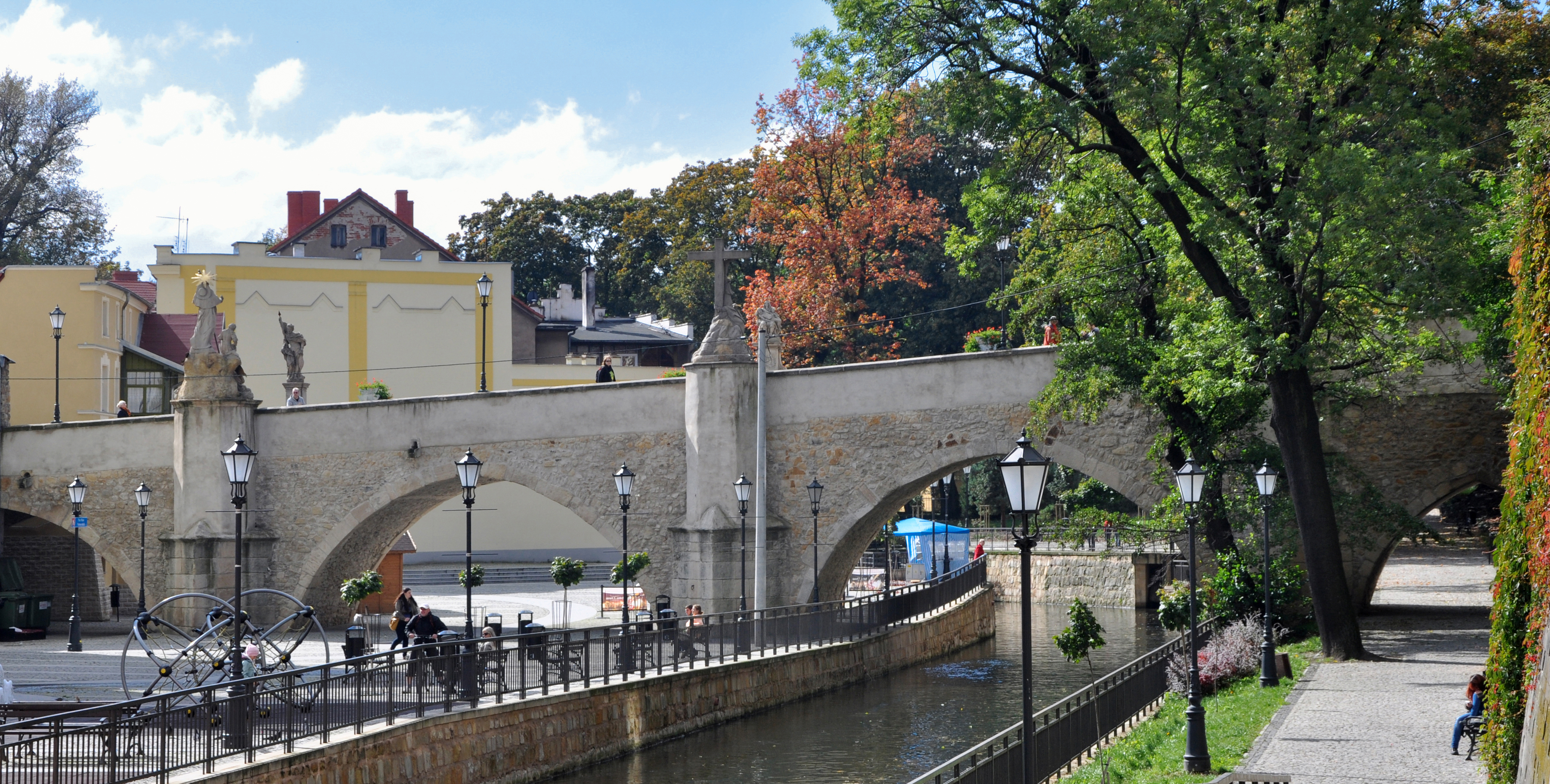
Widok od wschodu
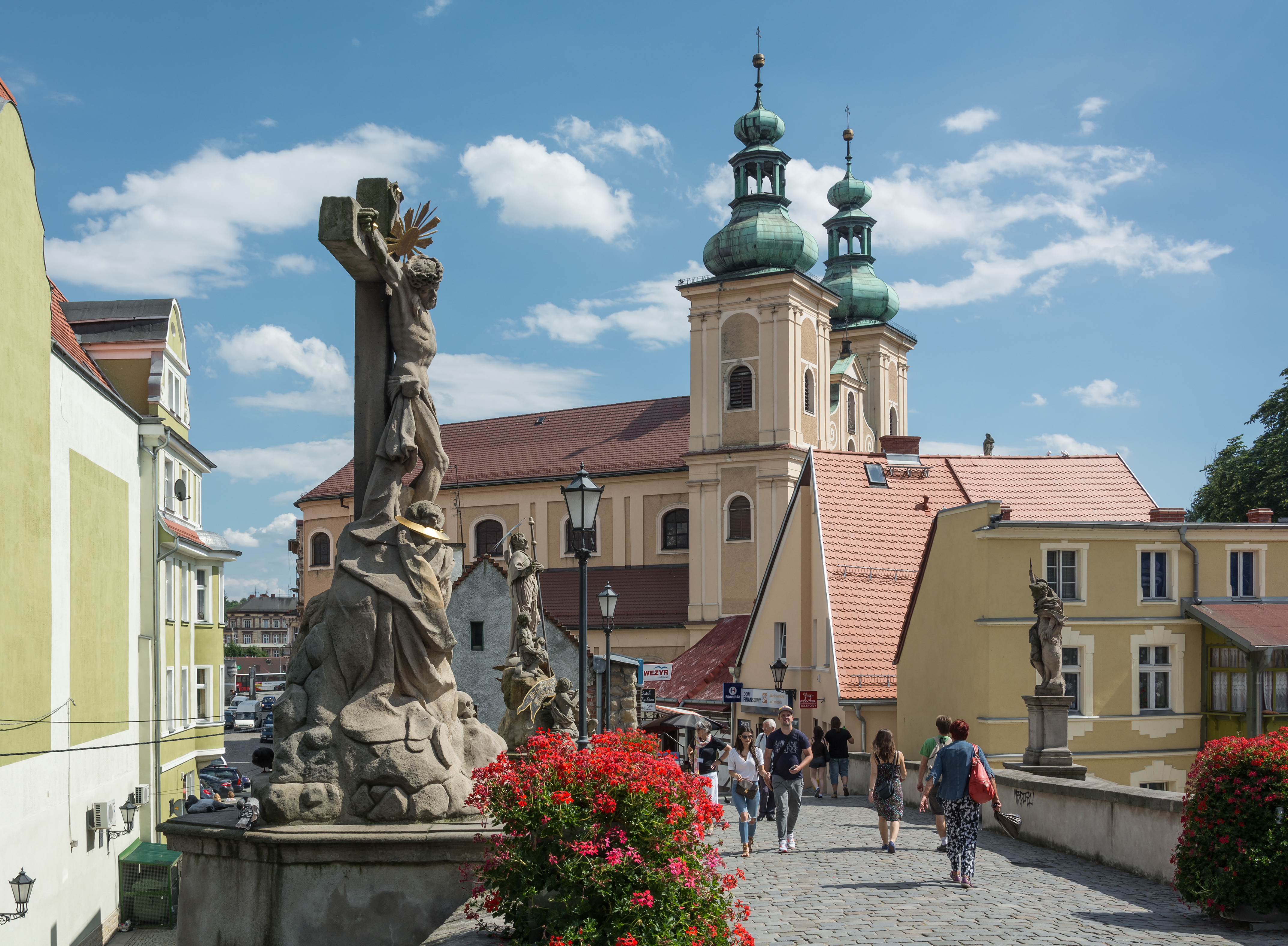
Ukrzyżowanie, dalej kościół MBR